# Eustache Le Sueur
Eustache Le Sueur o Lesueur (París, 19 de noviembre de 1617 - 30 de abril de 1655) fue un pintor, uno de los fundadores de la Academia real de pintura y de escultura. Pasó la mayor parte de su vida en París.

## Biografía
Le Sueur nació en París en 1616. Hijo de un tornero de madera llamado Cathelin Le Sueur, se convirtió, a partir de 1632, en alumno de Simon Vouet, el primer pintor del rey, el más famoso y apreciado de los pintores parisinos de la época.
En su corta carrera (murió con 38 años) dejó una amplia producción, mayormente religiosa. El Museo del Louvre posee numerosos ejemplos de ello, como una serie de 22 escenas de la vida de san Bruno. Hay que destacar también El martirio de san Lorenzo, actualmente conservado en el Museo de Bellas Artes de Quimper.
También creó pinturas mitológicas y alegóricas, como dos sobre Las musas (Museo del Louvre), y una curiosa escena de Calígula ante la tumba de sus ancestros (Castillo de Windsor, Royal Collection).
Perteneció cronológicamente al periodo barroco, siendo el fundador de una corriente pictórica que se dio dentro del clasicismo francés, llamada aticismo. Rivalizó con Nicolas Poussin y se le conoce también con el nombre de «el Rafael francés».